# غاريقون كأسي
غاريقون كأسي (الاسم العلمي: Agaricus calyx) هو نوع من الفطريات يتبع جنس الغاريقون من فصيلة الغاريقونية.